# تمثال ميسينز ريدج (نيوزيلاند)

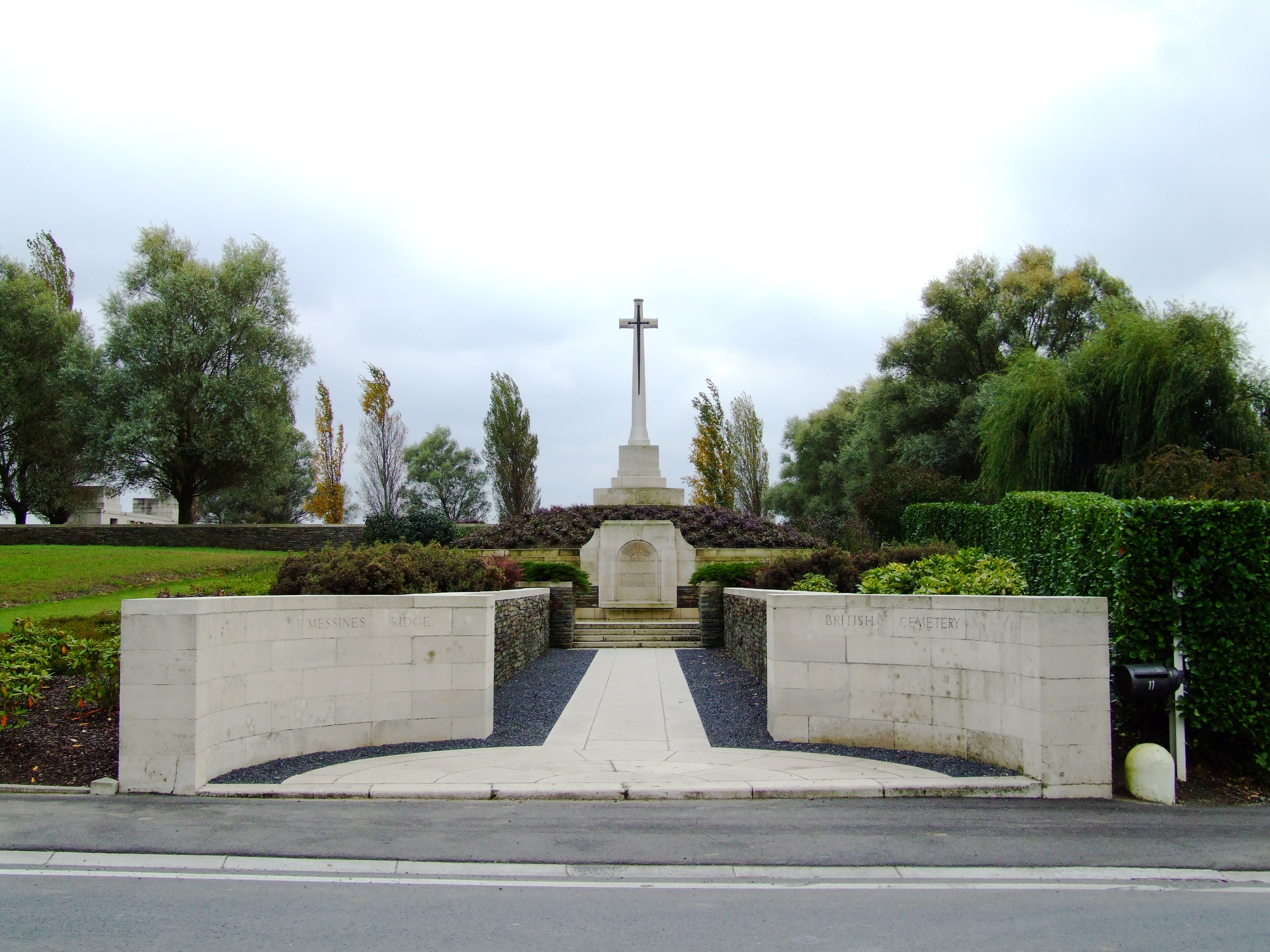

تمثال ميسينز ريدج هو تمثال للحرب العالمية الاولى، يقع في مقبرة ميسينز ريدج البريطانية، بالقرب من قرية ميسين، بلجيكا. يضم التمثال 827 ضابطًا من قوة نيوزلاندا الاستطلاعية مع قبر غير معروف مات فيه أو بالقرب من ميسينز عام 1917و1918.